# Loft

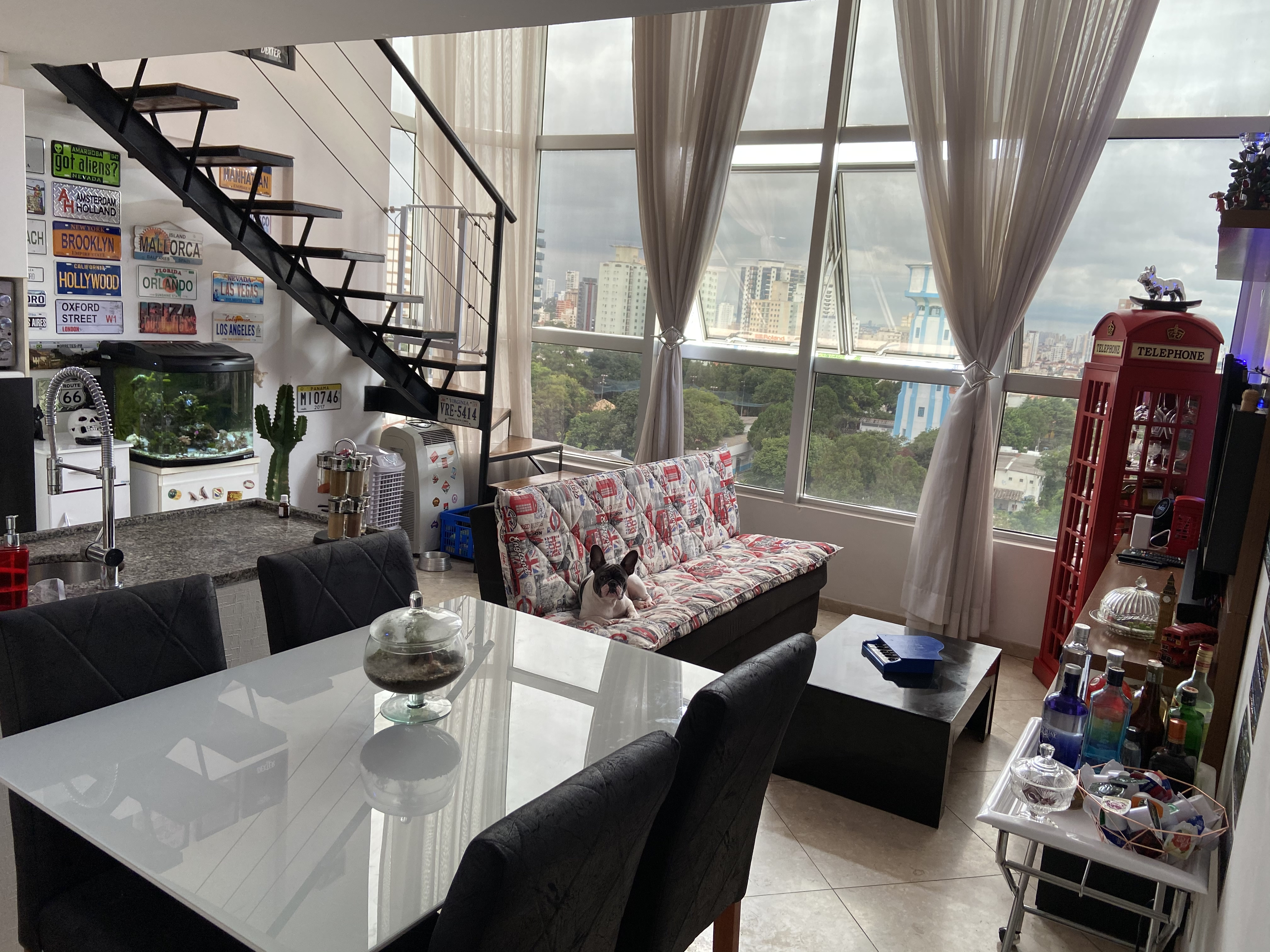
Um loft no Alto de Santana, São Paulo, Brasil.

O nome loft se refere a água furtada, mezanino, mansarda, sótão ou espaço semelhante (geralmente usado para armazenagem) sem repartições, situado logo abaixo do teto de uma casa, fábrica, celeiro, galpão ou armazém. Seu uso na arquitetura, pode ser encontrado desde o século XIII, na expressão hayloft, que é um depósito de feno situado em mezanino de celeiros, sendo também usado como alojamento de empregados da fazenda.

## Etimologia
Loft se origina do inglês médio lofte (ar, céu, região elevada), do inglês antigo loft de origem na língua germânica setentrional, do nórdico antigo lopt, (recinto superior, ático, região do céu, ar) do proto-germânico luftluz. Semelhante ao alto alemão antigo luft (alemão atual Luft), do inglês antigo lyft (ar).

## Conceito
O conceito de loft urbano foi consagrado mundialmente, com os grandes espaços industriais de Nova Iorque, convertidos para uso residencial mostrados em filmes de Hollywood, tais como, Flashdance e Ghost. Tamanha foi a repercussão desta época, que hoje, muitos dos apreciadores do Loft Living (vida em lofts), atribuem seu local de nascimento a NY, ignorando suas origens rurais e que sua primeira versão urbana, aconteceu na França, no década de 50, com os apartamentos da Cité Radieuse, do arquiteto urbanista Le Corbusier.
No período, do final da década de 60 e início da década de 70, eram considerados lofts, somente os grandes espaços convertidos, situados nos andares superiores de industriais e galpões. Guardadas as devidas proporções, os lofts representavam um espaço residencial diferenciado, que só encontrava paralelo, nos sofisticados apartamentos de cobertura (en:penthouse apartment).
Com a exposição em filmes, como espaço sofisticado mas despojado, rapidamente, o mercado imobiliário, passou a oferecer Soft Lofts e Loft Apartments, um tipo de residência menor, mas com quarto situado em mezanino, pé direito elevado (geralmente duplo), plano aberto (en:open plan), planta livre, sala e cozinha integrados, e na maioria dos casos, grandes áreas envidraçadas. Em Smallville (série), da Warner, o jovem Clark Kent, é mostrado em diversos episódios, em um hayloft transformado em barn loft (loft residencial de celeiro).
Para manter o nome loft, convencionou-se que o nome se devia ao fato de que o dormitório ficava situado no mezanino, e não ao fato de que ficava em um andar elevado, como um apartamento de cobertura. Contribuiu para esta transposição o fato de que as camas conhecidas como "camas de campanha", no Brasil, serem conhecidas nos EUA, como camas loft (en:loft beds).
A partir de 2000, tem sido mostrados em revistas e mostras de decoração como a Casa Cor, no Brasil, espaços denominados como loft, onde o nome é justificado, pelo plano aberto (en:open plan) integral, ou seja, pela  ausência de divisões tanto verticais (mezanino), como horizontais (particionamento). 
O conceito de loft continua evoluindo, incorporando novos elementos tais como, eficiência energética, sustentabilidade, design universal e acessibilidade. Tal é a quantidade e diversidade de adjetivos que estão sendo adicionados, que é provável que ainda demore para que loft deixe de ser sinônimo de inovação.

## História
Os lofts contemporâneos têm projetos arquitetônicos inspirados no estilo de morar que nasceu em Nova York na década de 1970. Lá, velhos galpões e armazéns de edifícios foram reformados para servir de moradia para profissionais liberais, artistas, publicitários e executivos. Os lofts de Nova York eram conhecidos por não terem paredes dividindo os ambientes, pelos mezaninos de madeira ou ferro e seus grandes elevadores de carga, além de pés-direitos altos e grandes janelas. Os espaços com a sua altura elevada relembram os estúdios criados pelo arquiteto francês Le Corbusier, na decada de 1920 como é o caso do atelier Ozenfant, construído em 1922. . [carece de fontes?]